# Troy Sabres
Die Troy Sabres waren ein US-amerikanisches Eishockeyfranchise der All-American Hockey League in Troy, Ohio. 

## Geschichte
Die Troy Sabres wurden 1982 als Expansionsteam in die Continental Hockey League aufgenommen, in der sie bis zu deren Auflösung 1986 spielten und deren Meister sie 1983, 1984 und 1985 und somit gleich drei Mal in Folge wurden. Anschließend nahm das Team zur Saison 1986/87 als eines von fünf Gründungsmitgliedern den Spielbetrieb in der Nachfolgeliga der Continental Hockey League, in der All-American Hockey League, auf. In ihrer einzigen Spielzeit erreichten die Sabres dabei genau einen Punkt pro Spiel und belegten mit 31 Punkten den dritten Platz nach der regulären Saison. Anschließend wurde das Franchise mit dem Ligarivalen Dayton Jets fusioniert und spielte fortan unter dem Namen Miami Valley Sabres.  

## Saisonstatistik (AAHL)
Abkürzungen: GP = Spiele, W = Siege, L = Niederlagen, T = Unentschieden, OTL = Niederlagen nach Overtime SOL = Niederlagen nach Shootout, Pts = Punkte, GF = Erzielte Tore, GA = Gegentore, PIM = Strafminuten
| Saison  | GP | W  | L  | T | OTL | SOL | Pts | GF  | GA  | Platz    | Playoffs |
| 1986–87 | 31 | 15 | 15 | 1 | —   | —   | 31  | n/a | n/a | 3., AAHL |          |